# Искандар, Афифа
Афифа Искандар (араб. عفيفة إسكندر‎, англ. Afifa Iskandar; 10 декабря 1921, Мосул, Ирак — 21 октября 2012, Багдад, Ирак) — иракская певица и актриса середины XX века армяно-греческого происхождения. Её считали одной из лучших певиц в истории Ирака и прозвали «иракским чёрным дроздом». В 2019 году она появилась на открытке Google Doodle.

## Биография
Афифа родилась 10 декабря 1921 года в Мосуле, Ирак, в семье гречанки и отца-армянина и провела большую часть своего детства в Багдаде. Она начала петь в пять лет, а в четырнадцать уже дала свой первый концерт с песней «Аль-Мама» в кабаре города Эрбиль в 1935 году. Искандар знали и любили за её способность сочетать традиционный фольклор с современной музыкой. С момента своего дебюта она спела более 1500 песен.
Искандар получила титул самой известной иракской певицы и была представлена в Google Doodle в 2019 году по случаю своего 98-летия.